# 마리오 산티아고
마리오 호세 산티아고(Mario Jose Santiago, KBO 등록명: 마리오 1984년 12월 16일 ~ )는 푸에르토리코의 야구 선수이자, 센트럴 리그 한신 타이거스의 투수이다. 부상으로 시즌을 마치고 SK 와이번스에서 재계약에 실패한 후, LA 다저스와 마이너 계약을 맺었다. 2013 WBC 푸에르토리코 국가대표팀에 발탁되었으며, 2013년 3월 18일 샌프란시스코 AT&T 파크에서 열렸던 준결승 일본전에 선발로 등판하여 4와 1/3이닝을 2피안타 2탈삼진 무실점으로 완벽하게 막아 푸에르토리코의 3:1 승리를 이끌었다.
2015년 일본 프로 야구 팀인 한신 타이거스의 스프링 캠프장에 합류하여 입단테스트를 받아 합격하였고, 3월 16일 한신 타이거스에 정식 입단하였다. 시즌 개막 후 한신의 주축 용병 선수인 오승환, 랜디 메신저, 맷 머턴, 마우로 고메스에 밀려 2군에 머물다가 팀의 에이스 역할을 해왔던 투수인 랜디 메신저가 성적 부진으로 인해 2군으로 내려간 후 대안으로 1군에 콜업되었다. 5월 15일 나고야 돔에서 주니치 드래건스를 상대로 선발등판하여 7이닝 1실점 3탈삼진을 기록하고 일본 프로 야구 첫승을 기록하였다.